# Веденеева, Екатерина Олеговна
Екатери́на Оле́говна Ведене́ева (род. 23 июня 1994, Иркутск) — словенская гимнастка русского происхождения. Бронзовый призёр чемпионата мира 2022 года в упражнении с лентой и чемпионата Европы 2023 года в упражнении с булавами, трёхкратная чемпионка Словении (2019 — 2022). Первая словенская гимнастка, выступившая на Олимпийских играх 2020 года.

## Карьера
Екатерина начала заниматься художественной гимнастикой в своём родном городе Иркутске.
В 2015 году представляла Россию вместе с Марией Титовой на летней Универсиаде 2015 года в Кванджу, Южная Корея. Она заняла 5-е место в многоборье. Также 5-е место с мячом (17,550) и 7-е место с булавами (17,250).
В 2018 году Екатерина представляла Словению. 31 июля она официально получила гражданство Словении. В августе она участвовала на Кубке мира в Казани. Она заняла 8-е место в многоборье и также 5-е место с обручем (18,950) и 7-е место с мячом (17,800). В сентябре участвовала в чемпионате мира 2018, который стал для неё первым. Она помогла Словении добиться лучшего результата в командном зачёте, заняв 11-е место вместе с Александрой Подгоршек и Аней Томазин. Также заняла 17-е место в квалификации многоборья и прошла в финал, где заняла 13-е место, что также является лучшим результатом для Словении.
В апреле 2019 Екатерина стала первой словенской гимнасткой, которой удалось заработать медаль в художественной гимнастике на Кубке мира в Ташкенте. Екатерина выиграла бронзовую медаль в финале упражнения с лентой. В том же году она стала первой словенской гимнасткой, которой удалось завоевать медаль на Гран-При в Холоне. Завоевала серебряную медаль в упражнении с мячом. На чемпионате мира 2019 в Баку, в квалификации в индивидуальное многоборье прошла в финал, где заняла 17-е место (78.650).
В 2020 году на Гран-при в Москве, Екатерина заняла 6-е место в многоборье. И завоевала бронзовую медаль в финале упражнения с лентой (19,900). На чемпионате Европы 2020 в Киеве заняла 13-е место в многоборье.
В 2021 году на Гран-при в Москве заняла 8-е место в многоборье. Завоевала бронзу в упражнении с лентой (22,050). На этапе Кубка мира в Москве завоевала бронзу в многоборье. Также она завоевала три бронзовые медали: с мячом, булавами и лентой.
На Олимпийских играх 2020 Екатерина заняла шестнадцатое место в квалификации, не пройдя в финал.